# Вакцинация против COVID-19 в Казахстане
Вакцинация против COVID-19 в Казахстане — вакцинация населения Казахстана для создания коллективного иммунитета к новой коронавирусной инфекции COVID-19.
С 1 февраля 2021 началась кампания массовой вакцинации против COVID-19 в Казахстане. На 17 июля 2021 года первую дозу вакцины получило 4 872 тыс. человек (25,5 % населения страны), полностью вакцинировались 2 773 тыс. человек (14,9 % населения).

## Применяемые вакцины
| Вакцина      | Допущена | Применение |
| ------------ | -------- | ---------- |
| Спутник V    | Да       | Да         |
| QazVac       | Да       | Да         |
| Sinopharm    | Да       | Да         |
| Sinovac      | Да       | Да         |
| Спутник Лайт | Да       | Нет        |
| QazCoVac-P   | Нет      | Нет        |
| Pfizer       | Да       | Да         |